# Daniel Hoffknecht
Daniel Hoffknecht (* 30. Dezember 1981 in Münster) ist ein deutscher Musiker und Komponist.

## Leben
Hoffkneckt studierte Musik mit dem Hauptfach Gitarre in Berlin und Dresden.

## Filmografie (Auswahl)
- 2014: Altersglühen – Speed Dating für Senioren
- 2016: Schrotten!
- 2016: Sex & Crime
- 2016: Strawberry Bubblegums
- 2016: Treffen sich zwei
- 2017: Happy Burnout
- 2018: Bist du glücklich?
- 2019: Auf einmal war es Liebe
- 2020: Friesland: Aus dem Ruder
- 2020: Tatort: Limbus
- 2022: Tatort: Vier Jahre
- 2022: Schule am Meer – Frischer Wind
- 2023: Schule am Meer – Familienbande
- 2024: Tatort: Der Fluch des Geldes
- 2024: Unsichtbarer Angreifer